# Brug 1861
Brug 1861 is een bouwkundig kunstwerk in Amsterdam Nieuw-West.
De brug stamt uit 1994/1995 en legt een verbinding tussen de buurten Nieuw- en Oud-Sloten. Van 1991-1994 was het voor de trampassagiers van het nabij gelegen eindpunt van tram 2 niet mogelijk zonder grote omweg in Oud Sloten te komen. Oud-Sloten is daarbij de dorpskern van wat tot 1921 de gemeente Sloten was. Nieuw-Sloten werd in die tijd uit de grond gestampt.
Het gebied was eeuwenlang agrarisch gebied, ook toen het onder de gemeente Sloten viel. Als een spaghettisliert liep de Sloterweg door het gebied met aan beide zijden lintbebouwing. Langs de Sloterweg waren het kleine perceeltjes met minimale bebouwing. In het gebied dat Nieuw-Sloten zou worden waren het veelal grotere percelen met kassenbouw bediend vanuit de woningen en bedrijven aan de Sloterweg. De terreinen werden opgekocht en/of onteigend om het klaar te maken voor woningbouw. Er werd gegraven en gestort. Om een waterscheiding in stand te houden of tot stand te brengen kwam aan de noordzijde van de Sloterweg een waterscheiding. Het werd een doorlopende dijk met pad met de naam Peilscheidingskade. Het voet- en fietspad loopt van het Christoffel Plantijnpad/Jan Moretuspad naar het westen tot aan Ditlaar, dat als een onvoltooide ringweg om dorp oostelijk Sloten loopt. Om op die Peilscheidingskade te komen is het altijd noodzakelijk over een brug te gaan.
Om vanaf Ditlaar op dat pad en in de straat/buurt Kortrijk te komen werd de betonnen brug 1861 neergelegd in wat geldt als het zuidwestelijk kwadrant van Nieuw-Sloten. De brug ligt in parallellogramvorm scheef over het water hetgeen geen problemen oplevert bij een vaste brug. Wat opvalt aan de brug zijn de spits toelopende balustraden. Er werd gekozen voor borstweringen aan de oostzijde, aan de westzijde ontbreken die. Vanuit die borstwering vertrekken drie ronde metalen balken, die de functie van leuning en balustrade hebben. De twee onderste daarvan lopen taps toe, ze beginnen aan weerszijden van de borstwering en eindigen tegen elkaar. De bovenste is aan de buitenzijde van de borstwering gemonteerd. Door deze constructie ontstond dicht bij de borstwering een zitje. De borstwering is opgetrokken in licht gekleurde bakstenen binnen een betonnen omlijsting. Aan beide zijden van de brug bevinden zich afwateringsroosters die moeten voorkomen dat water tussen brug en land grond wegspoelt. Dit voorkomt echter niet dat er regelmatig onderhoud aan de brug verricht moet worden. Aan beide zijden klinkt en zakt de grond in, terwijl de brug op de betonnen paalfundering op hetzelfde niveau blijft liggen. Ook het wegdek is aan erosie onderhevig.  
Het ontwerp van deze brug kwam van architect Gunnar Daan onder de aantekening "voetbrug met bankjes".
De brug heeft een broertje, brug 1862 aan de andere zijde van Kortrijk.

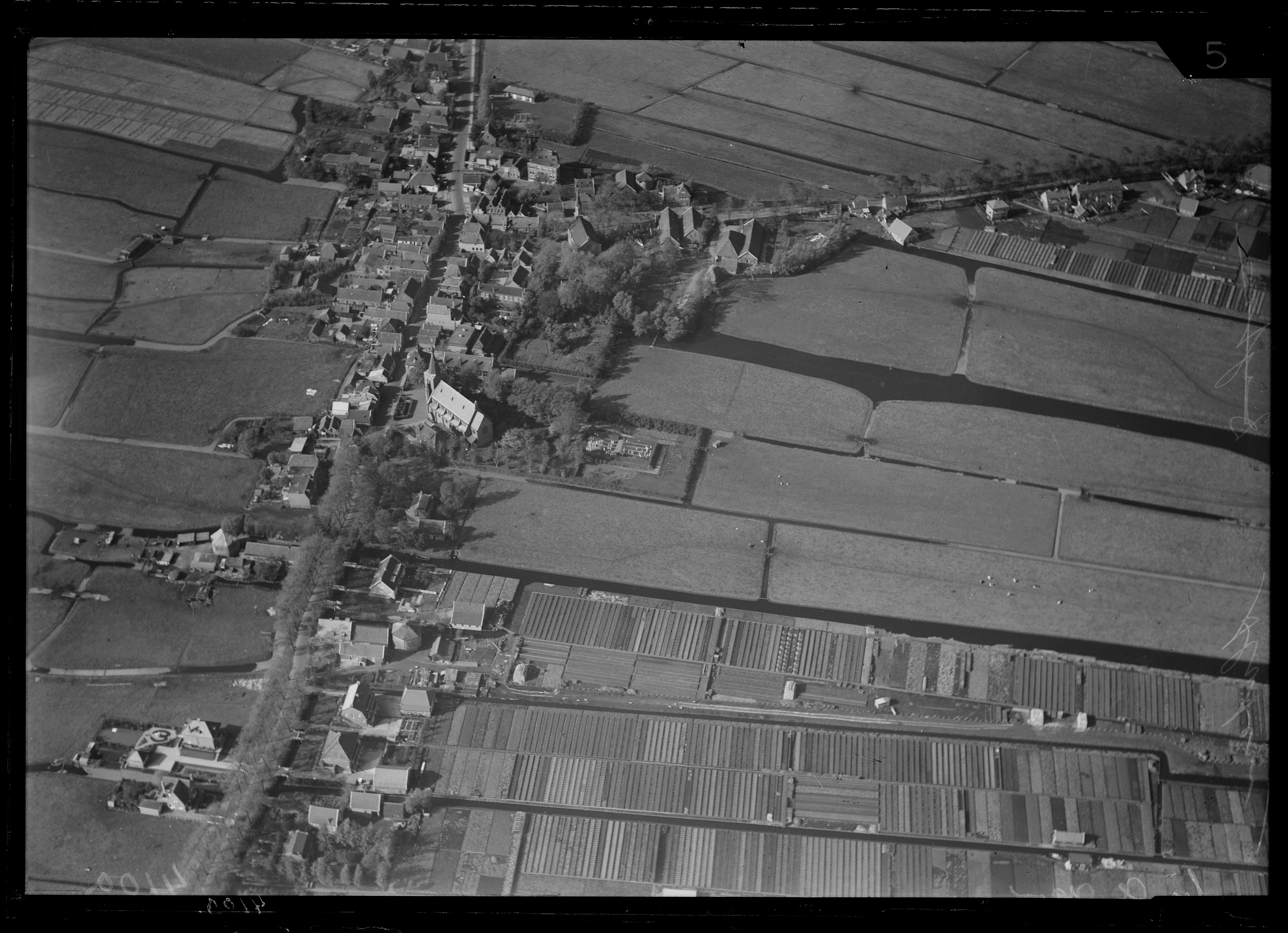
Hoek Sloterweg en Osdorperweg met de St Pancratiuskerk in 1920-1940)

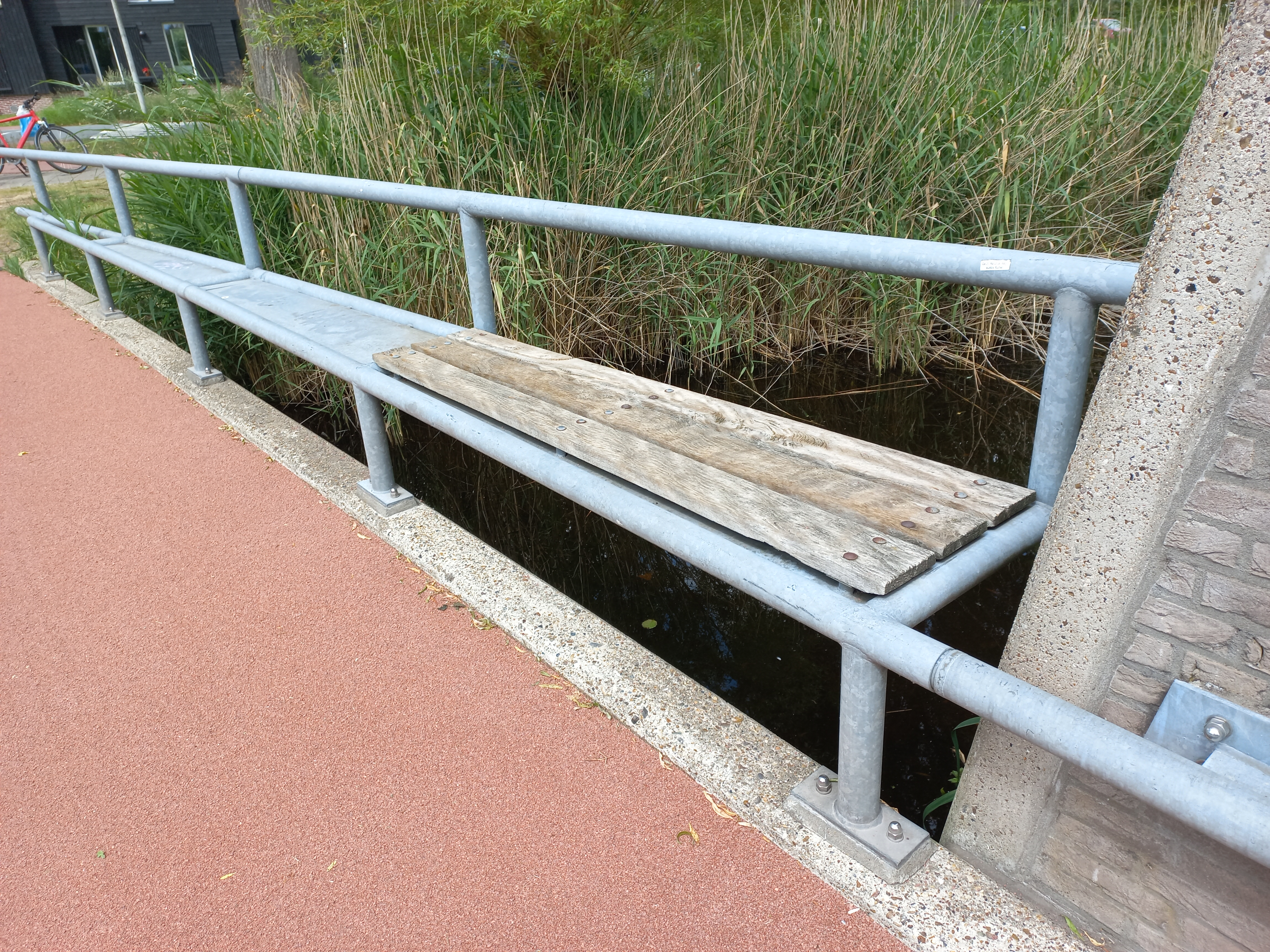
Leuningconstructie (juni 2022)

<<< · 1800 · 1801 · 1802 · 1803 · 1804 · 1805 · 1806 · 1807 · 1808 · 1809 ·  1810 · 1811 · 1812 · 1813 · 1814 · 1815 · 1816 · 1818 · 1819 · 1820 · 1821 · 1822 · 1823 · 1824 · 1826 · 1827 · 1828 · 1829 · 1830 · 1831 · 1832 · 1833 · 1834 · 1835 · 1836 · 1837 · 1838 · 1839 · 1840 · 1841 · 1842 · 1843 · 1844 · 1845 · 1846 · 1847 · 1848 · 1849 · 1850 · 1851 · 1852 · 1853 · 1854 · 1855 · 1856 · 1857 · 1858 · 1859 · 1860 · 1861 · 1862 · 1863 · 1864 · 1865 · 1866 · 1867 · 1868 · 1869 ·  1870 · 1871 · 1872 · 1873 · 1874 · 1875 · 1876 · 1877 · 1879 ·  1880 · 1881 · 1882 · 1883 · 1884 · 1885 · 1886 · 1888 · 1889 · 1890 · 1891 · 1892 · 1893 · 1894 · 1895 · 1896 · 1897 · 1898 · 1899 · >>>
Brugnummers 1817, Brug 1819, 1820, 1825, 1878, 1887  zijn niet (meer) vergeven.